# 직장염
직장염(Proctitis)은 항문과 직장 내막의 염증이 일어난 상태이다.

## 징후 및 증상
일반적인 증상은 배변을 계속하고 싶게되는 충동을 느낀다. 직장이 꽉 차거나 변비가 생길 수 있다. 다른 하나는 직장과 항문 부위의 압통과 약한 자극이다. 심각한 증상은 분비물에 고름과 피가 나오는 것이며 배변 시 경련과 통증이 동반된다. 출혈이 심하면 빈혈이 나타나 피부가 창백해지고 짜증이 나고 허약함, 어지러움, 손톱이 잘 부러지고 숨가쁨 등의 증상이 나타날 수 있다.
증상은 장을 비우기 위한 비효율적인 힘, 설사, 직장 출혈 및 분비물 가능성, 잔변감, 배변 중 비자발적 경련, 직장을 통한 점액 배출이 있다.

### 성병 직장염
- 임질 (임균 직장염)

이것이 가장 흔한 원인이다. 항문 성교와 밀접한 관련이 있다. 증상으로는 통증, 가려움증, 피가 섞인 분비물 또는 고름 같은 분비물 또는 설사가 있다. 존재할 수 있는 다른 직장 문제는 항문 사마귀, 치열, 누공, 치질이 있다.
- 클라미디아 (클라미디아 직장염)

직장염 사례의 20%를 차지한다. 사람들은 무증상, 경증 또는 중증 증상을 보일 수 있다. 경미한 증상으로는 배변 시 직장 통증, 직장 분비물, 경련이 있다. 심한 경우에는 혈액이나 고름이 포함된 분비물, 심한 직장 통증 및 설사가 나타날 수 있다. 직장 협착, 직장 통로가 좁아지는 사람들도 있다. 통로가 좁아지면 변비, 긴장 및 묽은 변이 나타날 수 있다.
- 단순 포진 바이러스 1/2 (직장포진염)

증상에는 파열되어 궤양, 종창, 직장 통증, 분비물, 혈변을 형성하는 여러 개의 포진이 포함될 수 있다. 이 질병은 자연적으로 악화 및 완화 될 수 있지만 일반적으로 면역결핍 장애가 있는 환자에서 더 오래 지속되고 심각하다. 증상은 쇠약하고 병상에 누워 있는 환자의 피부염이나 욕창 궤양과 유사할 수 있다. 2차 세균 감염이 있을 수 있다.
- 매독 (매독 직장염)

증상은 감염성 직장염의 다른 원인과 유사하다. 직장 통증, 분비물 및 배변 중 경련이 나타나지만 일부 사람들은 증상이 없을 수 있다. 매독은 3단계로 발생한다.
- 1단계: 성 접촉 부위에 융기된 경계가 있는 너비 1인치 미만의 통증 없는 궤양이 있으며, 급성 감염 단계에서는 사타구니의 림프절이 병들고 단단하며 고무처럼 된다.
- 2단계: 전신, 특히 손과 발에 나타날 수 있는 전염성 확산 발진이 일어난다.
- 3단계: 매독의 후기에 발생하며 대부분 심장과 신경계에 영향을 미친다.

## 원인

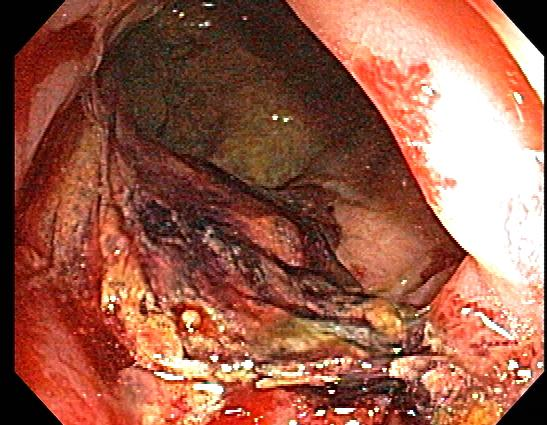
대장내시경을 통해 본 직장염

직장염에는 많은 원인이 있다. 특발성(특발성 직장염, 즉 자발적으로 발생하거나 원인을 알 수 없는 경우)으로 발생할 수 있다. 다른 원인으로는 방사선(예: 자궁경부암 및 전립선암에 대한 방사선 요법)에 의한 손상 또는 성병 림프육아종 및 직장포진염과 같은 성병이 있다.
일반적인 원인은 남성과 성교하는 남성의 성병에 감염된 파트너와 항문 성교를 하는 것이다. 공유 관장 사용은 림프육아종 직장염의 확산을 촉진하는 것으로 나타났다.

## 진단
의사는 직장경이나 S상 결장경으로 직장 내부를 관찰하여 직장염을 진단할 수 있다. 의사가 직장에서 조직의 작은 조각을 긁어내는 생검을 실시한 다음 이 조직을 현미경으로 검사한다. 의사는 감염이나 세균을 검사하기 위해 대변 샘플을 채취할 수도 있다. 의사가 환자에게 크론병이나 궤양성 대장염이 있다고 의심되면 대장 내시경 검사나 바륨 관장 엑스레이를 사용하여 장의 부위를 검사한다.

## 치료
직장염의 치료는 중증도와 원인에 따라 다르다. 예를 들어, 의사는 세균 감염으로 인한 직장염에 항생제를 처방할 수 있다. 직장염이 크론병이나 궤양성 대장염에 의해 유발된 경우 의사는 5ASA(5-aminosalicyclic acid)이나 코르티코스테로이드를 관장 또는 좌약 형태로 해당 부위에 직접 적용하거나 알약 형태로 경구 복용할 수 있다. 관장 및 좌약 적용이 일반적으로 더 효과적이지만 일부 환자는 경구 및 직장 적용의 조합이 필요할 수 있다.
사용 가능한 또 다른 치료법은 메타뮤실과 같은 섬유 보충제의 치료법이다. 매일 복용하면 규칙성을 회복하고 직장염과 관련된 통증을 줄일 수 있다.
만성 방사선 직장염은 일반적으로 수크랄페이트 관장제로 1차적으로 치료한다. 이들은 비침습적이며 미만성, 말단 질환에 효과적이다. 다른 치료법에는 메살라민 좌약, 비타민 E, 고압 산소 또는 단쇄 지방산 관장제가 포함될 수 있다. 그러나 이러한 치료법은 관찰 또는 일화적인 증거에 의해서만 뒷받침된다.

## 같이 보기
- 직장주위염